# Tolkiens Welt
Tolkiens Welt ist eine Bezeichnung für die von J. R. R. Tolkien (1892–1973) erdachte Fantasiewelt. Mittelerde ist als Name dieser Welt nach ihrem bekanntesten Kontinent gebräuchlich, der auch der Schauplatz der bekannten und verfilmten Romane Der Hobbit (1937) und Der Herr der Ringe (1954/55) ist. Von etwa 1916 bis zu seinem Tod entwickelte Tolkien, ein englischer Schriftsteller und Sprachwissenschaftler, in seinen Werken diese umfassende Welt mit eigener Geschichte und aufeinander aufbauenden Sprachen, Völkern, Mythen und Sagen, wobei die von ihm selbst konstruierten Sprachen das Fundament sind. Am gründlichsten entwickelte er hierbei die beiden Sprachen der Elben, die er als Quenya (in der Bedeutung „jemand, der sprechen kann“) und Sindarin (Grauelbisch, Sprache der Grauelben) bezeichnete.
Tolkien setzte neue Maßstäbe, indem er als einzelner Autor eine ganze Welt erfand und beschrieb. Er gilt als einer der Begründer der modernen Fantasy-Literatur, die von seinem Vorbild maßgeblich geprägt wurde.

## Idee und Antrieb
J. R. R. Tolkien zeigte schon früh eine erstaunliche Begabung für Sprachen. Bereits in seiner Schulzeit lernte er beispielsweise Angelsächsisch und Gotisch kennen. Gleichzeitig begann er, sich selbst Wörter und eigene Sprachen auszudenken. So konstruierte er etwa neue Wörter für das Gotische, das nur zu geringen Teilen (größtenteils über die Wulfilabibel) erhalten ist. Im Jahr 1912 entdeckte Tolkien die finnische Sprache, für die er sich schon vorher aufgrund seiner Faszination für das finnische Nationalepos Kalevala interessiert hatte. Die finnische Sprache beeindruckte ihn, weil sie seinem „phonästhetischen“ Empfinden entgegenkam. Auf ihrer Grundlage begann er eine neue Sprache zu entwickeln: Quenya, später auch „Hochelbisch“ genannt.
Bei der Arbeit an seinen Sprachen wurde dem Philologen Tolkien zunehmend bewusst, dass diese eine Sprachgeschichte benötigen – sie können nicht im leeren Raum stehen, sondern müssen auf anderen Sprachen beruhen. So konstruierte Tolkien für seine erfundenen Sprachen oftmals die hypothetischen älteren Wörter und dazugehörende Wortstämme, auf denen diese beruhen sollten. Zunehmend gelangte er zu der Überzeugung, dass seine Sprachen und vor allem die bisher beste unter ihnen, das Quenya, eine Geschichte und eine Welt benötigen, in der sie tatsächlich gesprochen werden. So wurden die erfundenen Sprachen zu Antriebsfedern für die Erfindung einer kompletten Mythologie. Später stellte Tolkien fest: „Das Erfinden von Sprachen ist das Fundament. Die ‚Geschichten‘ wurden eher so angelegt, dass sie eine Welt für die Sprachen abgaben, als umgekehrt.“
Ein weiterer Beweggrund für Tolkien war, dass England als Nation keine eigene Erzähltradition, kein eigenes Nationalepos hatte: „Außerdem […] schmerzte mich von Kindheit an die Armut des eigenen lieben Vaterlandes: Es hatte keinen Eigenbesitz an (auf seinem Boden und in seiner Sprache heimischen) Geschichten, zumindest keine von dem Charakter, den ich suchte und den ich (als Beimischung) in den Sagen anderer Länder auch fand. Es gab Griechisches, Keltisches, Romanisches, Germanisches, Skandinavisches und Finnisches […], aber nichts Englisches […].“ Also schrieb er es selbst – ein Vorhaben, das Tolkien später selbstironisch als „absurd“ bezeichnete. Daraus resultierte auch Tolkiens Vorstellung von Mittelerde als einer historischen Wirklichkeit – der Handlungsort der Geschichten und Mythen ist nicht etwa ein fremder Planet, vielmehr handelt es sich um Arda, die Erde. „Mittelerde ist unsere Welt“, schrieb Tolkien. „Ich habe (natürlich) die Handlung in eine rein imaginäre (wenn auch nicht ganz unmögliche) Periode des Altertums gerückt, in der die Kontinente eine andere Form hatten.“
Der deutsche Tolkien-Forscher Helmut W. Pesch sagt zu diesem Thema folgendes:

„So wundert es nicht, dass sich manch einer die Frage stellt: Könnte es nicht vielleicht doch in Wirklichkeit so oder ähnlich gewesen sein? Alle diese Überlegungen zielen aber in eine falsche Richtung. Mittelerde mag zwar in gewisser Weise unsere Welt sein; aber unsere Erde ist sie mit Sicherheit nicht. Es ist vielmehr eine Welt, in die man nur durch einen Akt des Glaubens oder der Phantasie hinüberwechseln kann. Und auch ihre Bewohner, so phantastisch sie uns erscheinen mögen, sind doch nur wir selbst in einem anderen Zustand des Bewußtseins.“

## Inspirationsquellen
Insbesondere die nordischen Mythologien der keltischen und germanischen Völker lassen sich in dem Konzept von Tolkiens erdachter Welt Mittelerde wiederfinden. Es gibt zudem zahlreiche Anklänge und Entlehnungen aus mittelalterlichen Heldensagen oder der isländischen Sagaliteratur. Des Weiteren dienten Tolkien als Inspirationsquellen die klassischen griechischen Mythologien oder die Heldenepik wie beispielsweise die homerische Ilias oder die Darstellung des Untergangs von Atlantis durch Platon.

### Mythologien Europas

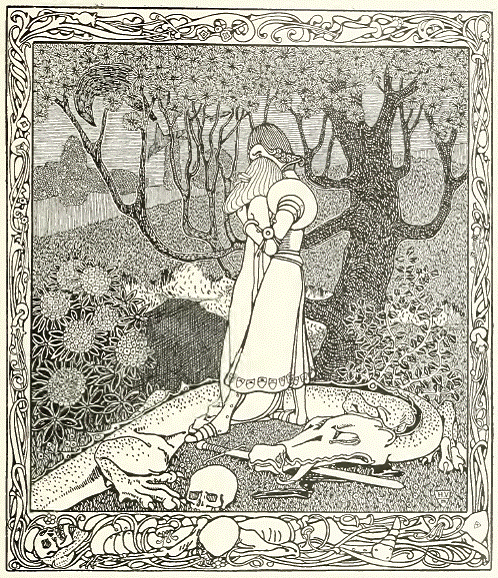
Heinrich Vogeler, Drachentöter (1902)

Tolkien selbst sagte: „Ich habe den größten Teil meines Lebens […] auf das Studium germanischer Belange verwendet (in jenem allgemeinen Sinne, der auch England und Skandinavien umfasst). In dem germanischen Ideal steckt mehr an Kraft (und Wahrheit), als die Unwissenden meinen.“
Beeinflusst sind viele Teile von Tolkiens Werk über Mittelerde von den unterschiedlichen Mythen und Geschichten Europas, so etwa vom finnischen Kalevala oder der altnordischen Sagaliteratur. Aus der germanischen Vorstellungswelt finden sich Motive wie die Art und die Wesensmerkmale der Drachen sowie die heldenhafte Darstellung eines Drachentöters, wie sie beispielsweise im Beowulf oder im Nibelungenlied erzählt werden. In Tolkiens Geschichten findet sich dieses Motiv zum einen bei Túrin, der den Drachen Glaurung besiegt, und zum anderen im Buch Der kleine Hobbit bei dem Drachentöter Bard, dessen Pfeil Smaug tödlich verwundet. Der Ring als Symbol der Macht und des Herrschaftsanspruches spielte ebenfalls bei den Germanen eine wichtige Rolle, so wird im Zusammenhang mit dem Gott Odin der Ring Draupnir erwähnt, der sowohl für Reichtum und Überfluss, aber auch für wiederkehrende Fruchtbarkeit stand. Auch das Nibelungenlied handelt von einem solch wichtigen Ring, dem Andvaranaut (Ring der Nibelungen).
Keltische Einflüsse zeigen sich insbesondere im Bezug auf die Völker der Elben und deren Sprache. So schrieb Tolkien selbst, dass er bei der Anlage der elbischen Sprache Sindarin bewusst „einen dem British-Welsh sprachlich ähnlichen (wenngleich nicht identischen) Charakter gegeben habe … weil es ihm schien, als wenn diese keltische Art der Wiedergabe von Legenden und Geschichten zum Erzähler seiner Geschichten am ehesten passt.“ Die Darstellung der Elben selbst ähnelt der Beschreibung der keltischen Túatha Dé Danann oder der Tylwyth Teg. Des Weiteren finden sich vergleichbare Vorstellungen in der keltischen Anderswelt oder des Tír na nÓg (Land der Jugend) und der Beschreibung vom Segensreich Aman.
Die griechische Mythologie inspirierte Tolkien bei seiner Entwicklung der Erzählung über die Insel Númenor, die das Schicksal des von Platon beschriebenen Untergangs von Atlantis teilte. Es gibt einige Parallelen in den Geschichten um Troja und Tolkiens Gondolin.
Teile der Mythologie von Tolkiens Welt wurden postum in den Büchern Das Silmarillion (1977) und Nachrichten aus Mittelerde (1980) veröffentlicht, andere Teile liegen nur in fragmentarischer Form vor, da Tolkien sie nicht zum Abschluss brachte. In englischer Sprache erschienen die unterschiedlichen Variationen und Entwürfe zu seinen Erzählungen in dem zwölfbändigen Werk The History of Middle-earth. Die beiden ersten Teile sind in deutschsprachiger Übersetzung als Das Buch der Verschollenen Geschichten erschienen.

### Zeitgenössische Literatur
Tolkiens Erzählungen über Mittelerde zeigen Anklänge an Werke von William Morris (Arts and Crafts Movement, insbesondere die Form der Poesie und die Erzählweise der Romanzen) oder Entlehnungen wie die Totensümpfe oder den Düsterwald (Mirkwood).
Inhaltliche Ähnlichkeiten finden sich ebenfalls in Owen Barfields Kinderbuch The Silver Trumpet, der History in English Words und der Poetic Diction oder in der Erzählung Marvellous Land of Snergs von Edward Wyke-Smith, die sich in der Darstellung der Ereignisse um Bilbo Beutlin im Buch Der kleine Hobbit widerzuspiegeln scheinen.
Eine weitere zeitgenössische Schrift, aus der Tolkien seine Inspirationen zog, war nach Meinung von Mark Atherton der Roman Babbitt von Sinclair Lewis. Atherton stellt in seinem Buch There and Back Again: J.R.R. Tolkien and the Origins of The Hobbit Vergleiche zwischen den beiden Geschichten an.

„In vielerlei Hinsicht ist The Hobbit eine Neuauflage des klassischen Musters, bei dem der unerschrockene Reisende sich von seinem bequemen Hause aufmacht und die weite Welt jenseits seiner Tür entdeckt. Auf den ersten Blick scheint es überraschend, dass J.R.R. Tolkien einen möglichen Einfluss auf den Hobbit aus dem ähnlich kaninchenhaft klingenden Babbitt (1922) des zeitgenössischen amerikanischen Schriftstellers Sinclair Lewis eingestand. Über den Roman von Lewis sagte Tolkien: “Babbitt hat die gleiche bürgerliche Selbstgefälligkeit, wie sie Hobbits aufweisen. Seine Welt ist auf den selben Platz begrenzt.”“

Beide Begrifflichkeiten gingen zudem schon kurz nach Veröffentlichung der Bücher in den allgemeinen Sprachgebrauch über und erhielten einen Eintrag im Oxford Dictionary. „Babbitt“ ist dort und in anderen Wörterverzeichnissen mit „Spießertum“ angegeben. Tolkien, der am Oxford Dictionary mitarbeitete, verfasste die Definition des Begriffes „Hobbit“ selbst. Sie lautet: „Ein Mitglied einer imaginären Rasse ähnlich den Menschen, von geringer Größe und mit haarigen Füßen, aus den Geschichten von J.R.R. Tolkien.“

### Erste Niederschrift
Schließlich begann Tolkien die Geschichten aufzuschreiben, die sich schon längere Zeit in seinem Kopf geformt und zusammengesetzt hatten. Frühe Entwürfe und Erwähnungen der späteren tolkienschen Welt gehen bis in das Jahr 1913 zurück, in dem Tolkien eine erste Geschichte Kullervos schrieb, die von der Idee her stark der tragischen Gestalt des Kullervo aus dem Kalevala ähnelt und als erste Version der späteren Sage Die Kinder Húrins gelten kann. In den folgenden Jahren entstanden erste Gedichte zu unterschiedlichen Themen, die später auch in die Mythologie Eingang fanden, so etwa Die Hütte des Vergessenen Spiels (The Cottage of Lost Play, April 1915) und Kortirion unter den Bäumen (Kortirion among the Trees, November 1915). Gleichzeitig arbeitete Tolkien weiter an „meinem Unfug mit der Feensprache“, wie er an seine Verlobte Edith Bratt schrieb: „Ich habe oft Lust, daran zu arbeiten, und erlaube mir’s nicht, denn so sehr ich daran hänge, kommt es mir ja doch wie ein höchst verrücktes Hobby vor“.
Ende 1916, als Tolkien aus dem Ersten Weltkrieg zurückkehrte, während dessen er in der Schlacht an der Somme gekämpft und zwei seiner besten Freunde verloren hatte, begann er schließlich mit der Niederschrift des Buchs der Verschollenen Geschichten (Book of Lost Tales). Diese Geschichten verfasste Tolkien in mehreren Notizbüchern, die sein Sohn Christopher erst 1983 postum veröffentlichte. Die unterschiedlichen Sagen sind über eine Rahmenhandlung miteinander verbunden: Der Seefahrer Eriol oder Ælfwine, „Elbenfreund“, gelangt auf die „einsame Insel“ (Tol Eressea), wo ihm viele alte und unbekannte Geschichten aus vergangenen Zeiten erzählt werden. Diese sind zumeist die ursprünglichen Versionen der späteren Erzählungen, die im Silmarillion zusammengefasst wurden.

## Vorgehensweise und Entwicklung
Die Figur des Earendil ist beispielhaft für Tolkiens Intentionen und grundsätzliche Arbeitsweise in der Motiventlehnung und deren Weiterentwicklung. Earendil, eine der frühesten Konzeptionen der tolkienschen Mythologie, ist dem altenglischen Gedicht Crist des Cynewulf aus der angelsächsischen Form Ēarendel entlehnt. Ēarendel ist eine gemeingermanische Figur, die eine literarische Entsprechung im altnordischen Aurvandill und im Mittelhochdeutschen als Grauer Pilger Orendel findet, und stellte nach Tolkiens eigener Aussage einen der Ausgangspunkte zur Entwicklung des Mittelerde-Mythos dar. Die Übersetzung des Lexems Ēarendel ist in einer Bedeutung Morgenstern; Tolkien gibt in seiner Bearbeitung und Einbindung in seinem Mittelerde-Mythos für Earendil die Übersetzung Abendstern an.

“Éala Éarendel engla beorhtast! ofer middangeard mannum sended and sódfæsta sunnan leoma torht ofer tunglas, þú tída gehwane of sylfum þe symle inlíhtes.”

„Oh, Éarendel, der Engel glänzendster! Über Midgard den Menschen gesendet und wahrlich Sonnenstrahlen strahlend über Sterne, du allzeiten aus dir selbst leuchtest.“

Die Handlungen in Tolkiens Erzählungen erstrecken sich über mehrere aufeinanderfolgende Zeitalter. Am Ende jeder Epoche kommt es zu bedeutenden Veränderungen, die teilweise auch die Beschaffenheit oder Gestalt von Arda verändern. Wesentlich für Tolkiens Werk ist, dass sich aus dieser zeitlichen Struktur nicht nur logische Erzählstränge ergeben, sondern dass die vorherigen Zeitalter jeweils die Mythen der folgenden Zeitalter formen. Kontinente und Königreiche entstehen und vergehen im Laufe von Jahrtausenden, und die nachfolgenden Generationen überliefern in Sagen und Gedichten die Geschichte der Vergangenheit. Die am ausführlichsten beschriebenen Ereignisse spielen sich in drei besonderen Zeitaltern ab, in denen die beiden unterschiedlichen Gruppen, die als 'Kinder Ilúvatars' bezeichnet werden (Elben und Menschen), eine tragende Rolle spielen. Zwischen dem Ersten und dem Dritten Zeitalter, in dem "Der Herr der Ringe" und "Der Hobbit" spielen, findet eine Entwicklung von einer mythologischen zu einer realistischeren Welt statt, was sich insbesondere im stilistischen Wechsel vom Silmarillion zu den späteren Werken manifestiert.
Die Mythologie beginnt mit der Erschaffung der Welt durch Eru Ilúvatar. Es folgt die Entsendung der Valar nach Arda und damit beginnt die Geschichte Mittelerdes. Zunächst ist die Zeitrechnung jedoch nicht in Jahreszahlen erfassbar, da es noch nichts gibt, an dem sich die Zeit festmachen lässt. Sonne und Mond existieren noch nicht, es ist eine finstere, trostlose Welt, die zunächst einmal durch die Valar geformt und vorbereitet werden muss, ehe Ilúvatar seine Kinder dorthin schicken wird. Diese Periode ist vergleichbar mit der Zeit, ehe sich auf der Erde das Leben entwickelte. Es gab einen großen Urkontinent „Almaren“ (Segensreich), der wie Pangaea schließlich zerbrach und sich in mehrere Kontinente aufteilte, aus denen Aman im Westen, Mittelerde und Harad im Mittelteil und ein unbekannter Erdteil im Osten entstanden.
Im Silmarillion heißt es dazu:

„So begann die erste Schlacht der Valar mit Melkor um die Herrschaft Ardas, doch von jenen Stürmen wissen die Elben nur wenig. […] Doch heißt es unter den Eldar, die Valar hätten immer, Melkor zum Trotz, die Erde regieren und sie auf die Ankunft der Erstgeborenen vorbereiten wollen; und sie erbauten Länder, und Melkor zerstörte sie; Täler gruben sie, und Melkor schüttete sie zu; Berge meißelten sie, und Melkor stieß sie um; Meeren gaben sie ihr Bett, und Melkor verspritzte sie; und so hatte kein Ding Frieden und konnte nicht gedeihen, denn kaum hatten die Valar ein Werk begonnen, so machte Melkor es zunichte oder verdarb es. Und doch war ihr Mühen nicht ganz vergebens, und wenn auch nirgends und in keinem Werke ihr Wille und Plan sich ganz erfüllten und alle Dinge von andrer Form und Gestalt waren, als es zuerst die Absicht der Valar gewesen, so wurde dennoch allmählich die Erde geformt und gefestigt. Und so war schließlich den Kindern Ilúvatars die Wohnung gerichtet in den Tiefen der Zeit und inmitten der unzählbaren Sterne.“

Am Ende dieser Schlacht wurde der Urkontinent zerbrochen, die Valar zogen sich in den Westen zurück und gründeten dort das Segensreich Aman, während der abtrünnige Vala Melkor sich ein Reich im Norden Mittelerdes erschuf. Die darauf folgende Epoche nannte Tolkien das „Zeitalter der Bäume“, welches mit der Erschaffung von Sonne und Mond endet. Erst mit dem Erwachen der Menschengeschlechter werden die Zeitalter als solche von Tolkien nummeriert, um wesentliche Entwicklungen in der Geschichte seiner Menschenvölker zu unterteilen.
Diese Zeitalter unterscheiden sich zudem durch unterschiedliche Gebiete für die wesentlichen Handlungsräume: Die Ereignisse im Zeitalter der Bäume spielen sich größtenteils im Segensreich Valinor auf Aman ab, dem Land der Valar, die des Ersten Zeitalters im Westen Mittelerdes, im Land Beleriand, welches bei den Kämpfen am Ende dieses Zeitalters vom Meer verschlungen wird. Das Zweite Zeitalter befasst sich mit dem erhaltenen Teil Mittelerdes und der Insel Númenor, die am Ende des Zweiten Zeitalters ebenfalls versinkt. Die Erzählungen zum Dritten Zeitalter beziehen sich hauptsächlich auf Mittelerde. Númenor existiert nur noch in Legenden und Valinor bildet den letzten Zufluchtsort für die Elben, die Mittelerde verlassen, ehe endgültig das Vierte Zeitalter, die Herrschaftszeit der Menschen, über Arda anbricht.

### Schöpfungsgeschichte
Tolkien, der seine Romane stets wie Mythen einer vergangenen Zeit erscheinen lassen wollte, sorgte für einen grundsätzlichen Unterbau: Er entwickelte eine eigene Schöpfungsgeschichte und einen hierarchischen Olymp aus dem einen Gott und engelsähnlichen Gestalten, die innerhalb der Mythologie der Welt „Arda“ dann wie Götter agieren. Eru, mit anderem Namen Ilúvatar, ist Gott im Universum Tolkiens. In seiner Person zeigt sich Tolkiens eigener christlicher Glaube: Das Silmarillion beginnt mit dem Satz „Eru war da, der Eine“. Aus seinen Gedanken entspringen die Ainur, in ihrem Wesen und ihrer Machtfülle platziert zwischen den Göttern der Antike und den Erzengeln des Christentums. Eru lehrt sie die Musik. Sie singen zunächst nur für ihn, doch er lehrt sie bald das Zusammenspiel. In diese Musik bringt jeder der Ainur seine speziellen Fähigkeiten ein, doch fügen sich alle in Harmonie in das von Eru vorgegebene Thema. Durch diese Musik, die Ainulindale, entsteht vor den Augen der Ainur die Vision einer Welt. Eru gibt mit dem Wort Ea (auch Eä geschrieben), das in Quenya „Es sei!“ bedeutet und zugleich namensgebend für diese Welt wird, derselben eine Existenz. In Ea befindet sich das Reich Arda, der Planet, auf dem sich alle folgenden Erzählungen abspielen. Einige der Ainur steigen als Valar, als Mächte der Welt, auf sie hinab und formen sie nach der Vision, die in der Ainulindale geschaffen wurde. Auf diese Weise verbindet Tolkien den Monotheismus, der für ihn als christlichen Menschen von großer Wichtigkeit war, mit dem Polytheismus, der ihm für seine Geschichten besser diente.
Ganz ähnlich der christlichen Auffassung entsteht auch in Tolkiens Universum das Böse als gefallener Engel: Melkor, der Mächtigste der Ainur, versucht, deren Melodie nach seinen Wünschen zu verändern. Die Disharmonien, die so entstehen, werden aber von Ilúvatar mit neuen Themen unter Kontrolle gehalten und so wieder für die gemeinsame Musik vereinnahmt. Das Böse, so die Auffassung des tolkienschen Schöpfungsmythos, spielt lediglich seine ihm von Gott zugedachte Rolle. Nach der Schöpfung der Welt beansprucht Melkor diese für sich als sein Königreich, wird von den anderen Valar zunächst von ihr vertrieben, kehrt dann aber zurück. Im beständigen Wettstreit mit dem zerstörerischen Melkor formen die Valar die Erde und bereiten sie für die Ankunft der „Kinder Ilúvatars“ vor, der Elben und der Menschen. Schließlich richten die Valar sich ihre Wohnung in Aman ein, dem westlichsten Teil Ardas.

### Das Zeitalter der Bäume
Um ihr Territorium, das sie Valinor nennen, türmen sie zum Schutz große Berge auf und errichten hier ihre Heimat und Wohnstätten, eine Art Analogie zum irdischen Paradies des Christentums. Die Welt erhält Licht durch die zwei Bäume Telperion, den Silbernen, und Laurelin, den Goldenen, die aus eigener Kraft abwechselnd jeweils für etwa 6 Stunden hell erstrahlen. Beide glühen zusätzlich noch eine Zeit vor und nach ihrem hellsten Strahlen und leuchteten so für jeweils 12 Stunden.

„Binnen sieben Stunden erblühte jeder Baum zu vollem Glanze und verblasste wieder zu nichts; und jeder erwachte wieder zu neuem Leben, eine Stunde bevor der andere zu leuchten aufhörte. So gab es in Valinor zweimal an jedem Tag eine Dämmerstunde milderen Lichts, zu der beide Bäume nur schwach glimmten und ihre goldenen und silbernen Strahlen ineinanderspielten.“

Den Kontinent Mittelerde überlassen die Valar zunächst Melkor.
Schließlich erwachen die Elben bei Cuiviénen, einem See im Osten von Mittelerde. Nachdem die Valar davon erfahren, beginnen sie einen großen Krieg gegen Melkor. Sie besiegen ihn und bringen ihn in Ketten nach Valinor. Da Mittelerde durch den Krieg große Schäden davongetragen hat, wollen die Valar die Elben in ihr geschütztes, wunderschönes Land Valinor bringen, und so beginnt die lange und beschwerliche Reise der Elben nach Westen. Abgesehen von den Avari, die die Reise ablehnen, teilen sich die restlichen Elben (die Eldar) in drei Gruppen auf: Vanyar, Noldor und Teleri. Während die Vanyar und die Noldor schließlich alle nach Valinor gelangen, bleiben viele von den Teleri unterwegs an schönen Orten und siedeln dort. Diejenigen Elben, die schließlich nach Valinor kommen, werden Calaquendi genannt, Elben des Lichts, im Gegensatz zu den Moriquendi, den Dunkelelben, die in Mittelerde bleiben und nie das Licht der zwei Bäume sehen. Für die Calaquendi bricht eine Zeit des Friedens und der Freude an, in der sie viele kunstvolle Dinge schaffen. Feanor, der mächtigste und geschickteste der Noldor, erschafft die Silmaril – Edelsteine, die das Licht der Bäume von Valinor in sich tragen. Schließlich jedoch kommt die Zeit, da erneut über den angeketteten Melkor gerichtet werden soll, und „der Mittag von Valinor [geht] dem Ende entgegen“.
Melkor nämlich wirft sich Manwe, dem irdischen Herrn von Arda, zu Füßen, woraufhin ihm die Ketten abgenommen werden, so dass er sich frei in Aman bewegen kann. Innerlich ist er aber nicht geläutert, sondern intrigiert im Geheimen. Schließlich flieht er aus Valinor nach Süden, wo er die gefräßige Riesenspinne Ungoliant zu seiner Verbündeten macht. Zusammen ziehen sie ungesehen in einer von Ungoliant geschaffenen dunklen Wolke durch das Segensreich, bis sie schließlich bei den zwei Bäumen ankommen und sie vergiften, sodass das Licht von Valinor erlischt. Dann stehlen sie die Silmaril und töten dabei Feanors Vater Finwe. Melkor flieht nach Mittelerde und nimmt seine alte Festung wieder in Besitz. Feanor sinnt auf Rache gegen Melkor und rebelliert mit fast allen Noldor, deren Hoher König er jetzt nach dem Tod seines Vaters ist, gegen die Valar, die ihn nicht vor Melkor geschützt haben. Er will nicht mehr bei den Valar leben und schwört mit seinen Söhnen einen Eid, wonach sie jeden, der einen der Silmaril besitzt und ihn nicht freiwillig hergibt, verfolgen werden. Die Noldor begeben sich auf den langen Weg zurück nach Mittelerde. Als die Teleri sich weigern, ihnen ihre Schiffe für die Überfahrt zu überlassen, kommt es in Alqualonde zum Sippenmord: Die Noldor töten viele Teleri, die ihnen entgegentreten, und stehlen deren Schiffe. Deshalb werden die Noldor von Mandos, einem der Valar, im Namen aller Valar aus dem Segensreich verbannt und mit einem Fluch belegt: Feanors Eid wird dafür sorgen, dass alles, was sie beginnen, durch Zwist und Verrat scheitern wird und sie außerhalb von Valinor keinen Frieden finden werden, der Schatten der Reue für immer auf ihnen lasten wird und sie der Welt müde werden.
In der Zwischenzeit sind die Valar nicht untätig: Sie erschaffen aus der letzten Frucht und der letzten Blüte der Zwei Bäume Sonne und Mond. Nach dem Weggang der Noldor wird Valinor verhüllt. Die Meere, die es im Osten von Mittelerde abgrenzen, werden verbreitert und verschleiert, sodass niemand mehr hindurch kann; und auch über das Eis im Norden ist Valinor jetzt nicht mehr zu erreichen. Mit dem Aufgang der Sonne beginnt das Erste Zeitalter der Sonne.

### Das Erste Zeitalter
Melkor, der jetzt Morgoth genannt wird, der dunkle Feind der Welt, hat sich nach dem Diebstahl der Silmaril wieder in seiner alten Festung Angband verschanzt und schart seine alten Diener um sich, vor allem Orks, von denen vermutet wird, dass er sie aus gefangenen Dunkelelben gezüchtet hat, denn eigenes Leben kann er nicht erschaffen. In Mittelerde haben die Sindar, ein Stamm der Dunkelelben, unter ihrem König Thingol das Reich Doriath in Beleriand errichtet. Die Noldor haben sich unterwegs getrennt, so dass die Gruppe um Feanor und seine Söhne zuerst in Mittelerde eintrifft. Noch bevor sie ihre Lager aufgeschlagen haben, werden sie von Morgoths Orks angegriffen. Dies ist die Dagor-nuin-Giliath, die „Schlacht unter Sternen“, denn die Sonne ist noch nicht aufgegangen. Die Noldor können die Orks zurücktreiben, doch Feanor kommt dabei zu Tode, als er von Balrogs, riesigen Feuerwesen, umzingelt und von deren Anführer tödlich verletzt wird. Nachdem auch die anderen Noldor unter dem neuen Hohen König Fingolfin angekommen und diverse Streitigkeiten zwischen den Elbenstämmen beigelegt sind, beginnt eine neue Schlacht: In der Dagor Aglareb, der ruhmreichen Schlacht, besiegen die Noldor Morgoth abermals. Seine Festung können sie jedoch nicht einnehmen und errichten daraufhin einen Belagerungsring um Angband, bestehend aus Festungen und Vorposten, sodass Morgoth in seiner dunklen Feste gefangen ist. Für Beleriand folgen fast vierhundert Jahre Frieden, in denen sich die Reiche der Noldor und Sindar gegen einen Angriff Morgoths, der mit Sicherheit kommen muss, rüsten.
Mit dem ersten Aufgehen der Sonne erwachen auch die Menschen, und einige kommen während des langen Friedens nach Beleriand. Die dort lebenden Elben verbünden sich mit diesen Menschen, die sie „Edain“ nennen und die ihnen in den späteren Kriegen als wertvolle Verbündete zur Seite stehen.
Das Zeitalter des Friedens und der Belagerung von Angband endet mit der Dagor Bragollach, der Schlacht des Jähen Feuers. Morgoth durchdringt den Belagerungsring der Elben und Menschen mit einer großen Feuersbrunst und einem Ansturm seiner Drachen und Balrogs; Elben und Menschen ziehen sich in ihre Festungen zurück, von denen viele von den Orks genommen werden. Doch noch einmal bäumen sich die freien Völker gegen Morgoth auf, in der Nirnaeth Arnoediad, der Schlacht der ungezählten Tränen. Aber auch in dieser Schlacht werden die Armeen der Menschen, Zwerge und Elben besiegt und viele ihrer Reiche zerstört. Danach bleibt kaum noch Hoffnung, und Morgoth zerstört nach und nach jedes noch freie Reich.
In dieser Zeit wird Earendil geboren. Er ist der Sohn einer Elbin und eines Menschen, beide aus königlichem Geschlecht, und wird zum Retter der noch verbliebenen Menschen und Elben. Mit Hilfe eines der Silmaril aus Morgoths Krone, den die Vorfahren seiner Frau, ebenfalls Halbelben, zuvor zurückgewonnen haben, gelingt ihm die Überquerung des großen Meeres westlich von Mittelerde. So erreicht er schließlich Valinor, wo er für die beiden Völker der Menschen und Elben um Hilfe und Vergebung bittet, und die Valar erhören ihn. Sie stellen ein riesiges Heer auf und greifen Morgoth an. Der folgende Krieg ist der Krieg des Zorns, in dem die Valar, Elben und Menschen Morgoth besiegen und ihn aus den Kreisen der Welt verstoßen. Die Erschütterungen in diesem Krieg sind so groß, dass Beleriand im Meer versinkt. Viele der überlebenden Elben von Beleriand kommen nun mit nach Valinor; die übrigen gründen neue Reiche im Osten. So endet das Erste Zeitalter.

### Das Zweite Zeitalter
Das Zweite Zeitalter beginnt mit der Erschaffung der Insel Númenor und ihrer Besiedlung durch die Menschen. Die Insel liegt etwa in der Mitte des Meeres zwischen Valinor und Mittelerde und ist ein Geschenk der Valar an die treuen Menschen, die Edain. Es ist ein üppiges, fruchtbares Land, das seinen Einwohnern Reichtum bringt. Die Númenórer entwickeln sich zu einem Volk der Seefahrer und erkunden die ganze Welt; nur nach Valinor dürfen sie nicht segeln, denn das verbietet ihnen der „Bann der Valar“.
Während sich die Menschen in Númenor einrichten, taucht in Mittelerde Sauron auf, früher der mächtigste Diener Morgoths, der dem Krieg des Zorns entkommen konnte. Er erscheint in einer schönen Gestalt und kann sich mit seinen Kenntnissen das Vertrauen derjenigen Noldor sichern, die nach dem Ersten Zeitalter das Land Eregion gegründet haben. Mit Saurons Hilfe fertigt Celebrimbor, der Anführer dieser Elben, die Ringe der Macht, magische Ringe, denen eine besondere Kraft innewohnt. Doch Sauron schmiedet heimlich in seinem Land Mordor den Einen Ring, mit dem er alle Ringe der Macht beherrscht. Als die Elben bemerken, dass Sauron sie hintergangen hat, versucht dieser, alle Ringe der Macht an sich zu bringen, was ihm auch fast gelingt. Nur Gil-galad, der letzte Hochkönig der Noldor, Círdan, ein Elbenfürst, und Galadriel, die letzte der Exilierten aus Valinor, halten ihm stand. Sie sind die Träger der drei Ringe der Elben, die ohne Saurons Mithilfe geschaffen wurden und daher nicht vom Bösen befleckt und entsprechend schwer für ihn zu entdecken sind.
In Númenor kündigt sich unterdessen ein Wandel an: Mächtige Númenórer beginnen, hochmütig zu werden und gegen die Valar und gegen deren Bann zu murren. Die Könige und ihre Gefolgsleute halten es für ungerecht, dass sie sterben müssen, während die Elben und Valar ewig leben dürfen, es entsteht ein tiefer gesellschaftlicher Riss zwischen der Königspartei und den sogenannten „Getreuen“ (Elendili, Elbenfreunde), die unterdrückt werden. Diese Entwicklung erreicht gleichzeitig mit der Macht der Númenórer ihren Höhepunkt unter dem König Ar-Pharazôn, der unrechtmäßig an die Macht gelangt ist. Dieser König entsendet eine riesige Flotte nach Mittelerde, um dort Sauron Einhalt zu gebieten. Als die Flotte ankommt, unterwirft sich Sauron Ar-Pharazôn. Dieser nimmt Sauron als Gefangenen mit nach Númenor, wo Sauron schon nach kurzer Zeit in seiner freundlichen Gestalt das Vertrauen des Königs gewinnt. Er überredet den gealterten König schließlich, gegen die Valar zu rebellieren und eine Flotte gegen Valinor auszusenden. Als Ar-Pharazôn mit seinem Heer Valinor betritt, rufen die Valar Eru zu Hilfe. Dieser ändert daraufhin die Beschaffenheit von Arda: Valinor wird „entrückt“, das heißt, dass es von Mittelerde aus nicht mehr zu erreichen ist, außer über den „geraden Weg“, den nur die Elben benutzen können. Númenor und seine Flotte versinken im Meer, Ar-Pharazôn und sein Heer werden unter umstürzenden Bergen begraben.
Nach der Entrückung Valinors sind alle Wege „krumm“, die Welt ist also von einer Scheibe zu einer Kugel geworden. Dem Untergang Númenors entkommen nur ein paar Schiffe unter Elendil dem Langen und seinen Söhnen Isildur und Anárion. Sie werden von Eru verschont, weil sie, die „Getreuen“, den Valar immer loyal gegenüberstanden. In Mittelerde angekommen, gründen sie eigene Reiche: Elendil wird im Norden an Land gespült und gründet dort das Königreich Arnor, Isildur und Anárion gründen im Süden Gondor. Doch auch Sauron hat den Untergang Númenors überstanden und rüstet zum Kampf gegen die neu entstehenden Reiche und deren Verbündete, die Elben. So schließen Gil-galad, der letzte Hochkönig der Noldor in Mittelerde, und Elendil den „Letzten Bund“ zwischen Elben und Menschen und ziehen zum Kampf gegen Sauron aus. Dieser wird nach Mordor zurückgedrängt, wo er sieben Jahre lang in seinem Turm Barad-dûr belagert wird. Dabei fallen viele der Elben und Menschen, unter ihnen Gil-galad, Elendil und Anárion, doch am Ende wird Sauron niedergeworfen. Isildur, der mit dem zerbrochenen Schwert seines Vaters, Narsil, Saurons Finger mit dem Einen Ring abschneidet, nimmt diesen an sich. Elrond fordert Isildur auf, den Ring in den nahen Vulkan, den Schicksalsberg, zu werfen und damit Sauron für immer zu besiegen. Doch Isildur, bereits unter dem Einfluss des Rings, lehnt dies ab. So endet das Zweite Zeitalter.

### Das Dritte Zeitalter
Nach dem Sturz Saurons kehrt Isildur zuerst nach Gondor zurück, wo er den Sohn seines Bruders als König einsetzt. Dann zieht er nach Norden, um selbst die Herrschaft über das nördliche Königreich Arnor zu übernehmen. Unterwegs wird er jedoch von Orks angegriffen; Isildur und fast alle seine Männer werden getötet, der Ring fällt in den großen Strom, den Anduin, und bleibt für lange Zeit verschollen. Die beiden númenórischen Königreiche bestehen dennoch eine Zeit lang weiter; doch bald schon stirbt in Arnor die königliche Linie scheinbar aus, und das Reich zerfällt. In Wirklichkeit aber besteht die königliche Linie auch ohne Königreich ungebrochen weiter; Isildurs Erben wachsen in Elronds Haus auf und leben als Waldläufer. Gondor jedoch erlebt eine Zeit des Glanzes: Mordor wird bewacht, viele berühmte Bauwerke entstehen in dieser Zeit. Doch erneut regen sich dunkle Mächte: Eine Seuche rafft viele Bewohner dahin und große Teile Mittelerdes einschließlich Gondors werden entvölkert. Ein Bürgerkrieg und Angriffe wilder Menschen aus dem Osten lassen Gondors Macht weiter zusammenschrumpfen. Die Bewachung Mordors muss schließlich aufgegeben werden. Auch die königliche Linie von Gondor erlischt, als der letzte König zum Duell gegen den Hexenkönig von Angmar ausreitet und nie wiederkehrt. Das Land wird von diesem Zeitpunkt an von Statthaltern (Truchsessen) regiert und hält auch weiterhin den Angriffen der Menschenvölker aus dem Osten und Süden stand, die teils von Sauron (der noch als dunkler Schatten durch die Lande zieht) und seinen Helfern gegen Gondor aufgehetzt werden, teils aus alten Feindschaften oder aus Gier nach Reichtum Gondor überfallen. Ein kriegerisches Reitervolk aus dem Norden erhält als Gegenleistung für seine Hilfe im Krieg vom regierenden Statthalter Gondors einen Teil Gondors als Geschenk, der von da an Rohan genannt wird. Rohans Einwohner, die Rohirrim, erweisen sich in den kommenden Zeiten als verlässliche und mächtige Verbündete.
Bald zieht eine zunächst unbekannte dunkle Macht im Süden des Großen Grünwalds ein, in Dol Guldur; der Große Grünwald wird von da an Düsterwald genannt. Etwa zu dieser Zeit kommen die Istari übers Meer, die Zauberer, von denen Gandalf und Saruman die mächtigsten sind. Letzterer lässt sich in Isengart nieder und beginnt von dort aus seine Nachforschungen über die Ringe der Macht. Die Istari gründen gemeinsam mit den mächtigsten und weisesten Elben, unter ihnen Elrond und Galadriel, den Weißen Rat, der sich gegen das Böse einsetzt. Der Rat beschließt auf Anraten Sarumans, der insgeheim eigene Pläne verfolgt, zuerst nichts gegen das Dunkel im Düsterwald zu unternehmen. Während diese großen Dinge geschehen, wird Saurons Ring im Anduin von einem Hobbit gefunden. Sméagol, den man später Gollum nennt, raubt seinem Vetter den Ring, als dieser ihn aus dem Großen Strom fischt, und erwürgt ihn. Danach zieht er sich, ausgestoßen von seinem Volk, in eine Höhle in den Nebelbergen zurück, wo er sich der Beobachtung durch die Mächtigen entzieht und fast fünfhundert Jahre lang seinen „Schatz“ hütet.
Schließlich kann Gandalf den Rat davon überzeugen, einen Angriff auf Dol Guldur zu wagen, da er inzwischen in Erfahrung gebracht hat, dass sich hinter dem Dunkel dort Sauron verbirgt. Dieser sieht den Angriff aber voraus und flieht nach Mordor, wo die Nazgûl, die Ringgeister, schon alles für seine Rückkehr vorbereitet haben. So errichtet Sauron ein neues Reich des Bösen, und es wird immer schwerer für Gondor und seine Verbündeten, ihm standzuhalten. Doch im Jahr des Angriffs auf Dol Guldur wird der Eine Ring Saurons von einem Hobbit namens Bilbo Beutlin wiedergefunden. Er kann Gollum entkommen, der ihn wegen des Diebstahls töten will, und besitzt von da an den geheimnisvollen Ring, der ihn unsichtbar machen kann. Bilbo nun ist mit Gandalf befreundet, der aber zunächst nicht erkennt, dass der Ring seines Hobbit-Freundes der Eine Ring Saurons ist. Diese Ereignisse werden, eher beiläufig und zufällig, in Tolkiens erstem Roman Der Hobbit erzählt. Als Gandalf die Zusammenhänge erkennt, ist es schon fast zu spät, und Frodo, der Neffe Bilbos, übernimmt den Auftrag, den Ring nach Mordor zu bringen und ihn dort in die Feuer des Schicksalsberges zu werfen, da er nur dort, an der Stätte seiner Entstehung, zerstört werden kann. Es kommen acht Gefährten mit auf die gefährliche Fahrt, unter ihnen Gandalf und Aragorn, der Nachfahre Isildurs und rechtmäßige König Gondors. Die Geschichte dieser Ringfahrt erzählt Tolkien in seinem großen Roman Der Herr der Ringe. Nach einem langen und beschwerlichen Weg trennen sich die Gefährten: Frodo geht mit seinem Freund Sam nach Mordor, um den Ring zu zerstören; Aragorn begibt sich mit den restlichen Gefährten zuerst nach Rohan und dann nach Gondor.
Als die Gefährten in Rohan ankommen, beginnt der Große Ringkrieg in vollem Umfang. Sie helfen bei der Verteidigung Rohans gegen Saruman, dessen Verrat vollends offenbar wurde. Es kommt zur Schlacht von Helms Klamm, in der Sarumans Horden zurückgedrängt werden, während die Ents, riesige Baumhirten, veranlasst durch das Zusammentreffen der Hobbits Merry und Pippin mit Baumbart, dem ältesten Ent, Isengart schleifen und Saruman im Turm von Isengart einschließen. Ohne den Feind im Rücken können sich die Streitkräfte von Rohan und Gondor allein auf Sauron konzentrieren, der schon mit einem riesigen Heer von Orks, Trollen und verführten Menschen auf die gondorische Festung Minas Tirith vorrückt. In der Schlacht auf dem Pelennor wird das Heer von Mordor besiegt. Währenddessen gelangen Frodo und Sam nach Mordor und dringen unbemerkt ins Landesinnere vor, auf den Schicksalsberg zu. In Minas Tirith wird das „Heer des Westens“ gerüstet, das vor dem Morannon, dem Tor zu Mordor, Saurons zweites Heer, das ihnen zahlenmäßig weit überlegen ist, herausfordert, um den Dunklen Herrscher von Frodos Vorhaben abzulenken. Vor dem Tor beginnt ein Kampf, der für die freien Völker nahezu hoffnungslos ist. Im richtigen Moment trifft Frodo beim Schicksalsberg ein und der Ring wird im Feuer zerstört. Sauron, der einen Großteil seiner Macht in den Ring geschmiedet hat, geht dahin, und sein Heer verfällt in Schrecken. Das Dritte Zeitalter endet damit, dass Aragorn zum König des wiedervereinigten Königreichs von Gondor und Arnor gekrönt wird und danach Elrond, Galadriel, Bilbo, Frodo und Gandalf über das Meer nach Valinor fahren. Es folgt das Vierte Zeitalter, das Zeitalter der Menschen, welches für das Vergehen aller mythischen Elemente steht und schließlich fiktiv in unsere heutige Welt und Weltanschauung führt.

### Dagor Dagorath
Am Ende aller Zeitrechnungen wird es laut einer Prophezeiung von Mandos zu einer finalen Schlacht in Valinor kommen, die als „Dagor Dagorath“ (Schlacht aller Schlachten) bezeichnet wird. Dem verbannten Morgoth (Melko[r]) gelingt es, nach Arda zurückzukehren. Hier versammelt er seine verbliebenen Diener und Anhänger und versucht, die Mächte des Guten endgültig zu schlagen. Morgoth zerstört die Sonne und den Mond, so dass die Welt in Finsternis fällt. In der Schlacht wird Morgoth letztlich durch den auferstandenen Túrin Turambar (Meister des Schicksals) erschlagen. Anschließend wird Arda neu erschaffen. Dazu schrieb Tolkien in einer frühen Skizze:

„Es gab unter den Elben eine Prophezeiung, daß sie eines Tages von Tol Eressea ausziehen werden […], alle ihre schwindenden Sippen vereinigen […] und mit ihnen nach Valinor marschieren […]. […] [S]ollten die Menschen ihnen helfen, werden die Elben sie mit nach Valinor nehmen […], um mit ihnen in der großen Schlacht in Erumáni gegen Melko zu kämpfen und Valinor zu öffnen. […] Sonne und Mond werden zurückgerufen werden. Wenn die Menschen sich aber gegen sie stellen und Melko helfen, wird die Vernichtung der Götter und das Erlöschen der Elben die Folge sein – und vielleicht das große Ende. […] Wenn die Bäume wiederentzündet waren […] Menschen und Elben würden den Segen der Götter genießen, und Mandos würde leer stehen.“

Im Silmarillion heißt es:

„[…] Einst aber haben die Valar den Elben in Valinor erklärt, daß die Menschen bei der Zweiten Musik der Ainur mitspielen sollten; während Ilúvatar nicht verraten hat, was er mit der Elben vorhat nach dem Ende der Welt, und Melkor hat es nicht durchschaut.“

## Romane und Erzählungen
Die wesentlichen Veröffentlichungen, in denen Tolkien sein Universum entwarf, sind (in der Reihenfolge der Geschehnisse) Das Silmarillion, Der Hobbit und Der Herr der Ringe. Der große Erfolg Tolkiens zu seinen Lebzeiten beruhte auf Der Hobbit und Der Herr der Ringe. Als einziges weiteres Mittelerde-Werk erschien zu seinen Lebzeiten der kleine Gedichtband Die Abenteuer des Tom Bombadil, der mit dem Herrn der Ringe in engem Zusammenhang steht.
Erst nach Tolkiens Tod veröffentlichte Tolkiens Sohn Christopher weitere Texte. Zuerst erschien das Silmarillion, das den mythologischen Unterbau des Herrn der Ringe bildet und Kurzfassungen sämtlicher bedeutender Erzählstränge des Tolkien-Universums enthält. Als Vorstufen und Ergänzungen dazu erschienen später die fragmentarischen Materialbände Nachrichten aus Mittelerde und Das Buch der verschollenen Geschichten. Die Verschollenen Geschichten enthalten die ersten beiden und bisher einzigen ins Deutsche übersetzten Bände der History of Middle-earth, die noch zehn weitere Materialbände enthält. Als Langfassungen wurden bislang 2007 Die Kinder Húrins, 2017 Beren und Lúthien und 2018 Der Fall von Gondolin veröffentlicht. Diese Bücher stellen die Rekonstruktion der „drei großen Geschichten“ des ersten Zeitalters von Mittelerde dar und sind bereits in vorigen Werken in Fragmenten und gekürzten Fassungen erschienen.